# 洪翼杓
洪翼杓（：／ Hong Ihk-pyo；1967年11月20日—），大韓民國自由派政治人物。自2012年以來，他一直是首爾城東區的國會議員。他被認為是自由派親盧武鉉派系的成員。洪翼杓在2013年7月以民主黨發言人的身份引起了人們的注意，他將朴槿惠總統形容為鬼胎（귀태），字面意思是“鬼子生的嬰兒”。這個不常見的名詞在抽象意義上應用於日本軍國主義。一位總統發言人說，這個標籤是「口頭上的辱罵」，並質疑洪的「議員資格」。洪在失言後被迫辭去黨內發言人的職務。
在成為國民議會議員之前，洪翼杓是北韓大學的教授。他曾在韓國國際經濟政策研究所擔任顧問，後來在2005年至2006年在日本東北亞經濟研究所工作，並於2007年至2008年間，在統一部擔任高級政策顧問。

## 選舉履歷
| 年度 | 選舉屆數       | 選舉區            | 所屬政黨   | 得票數 | 得票率 | 當選標記 | 備註 |
| ---- | -------------- | ----------------- | ---------- | ------ | ------ | -------- | ---- |
| 2012 | 第19屆國會選舉 | 首尔城东区乙      | 民主黨     | 31,564 | 49.66% |          |      |
| 2016 | 第20屆國會選舉 | 首尔中区·城东区甲 | 共同民主党 | 50,630 | 45.07% |          |      |
| 2020 | 第21屆國會選舉 | 首尔中区·城东区甲 | 共同民主党 | 70,387 | 54.25% |          |      |
| 2024 | 第22屆國會選舉 | 首尔瑞草区乙      | 共同民主党 | 57,404 | 42.50% |          |      |